# ノヴォルジェフ
座標: 北緯57度02分 東経29度20分 / 北緯57.033度 東経29.333度

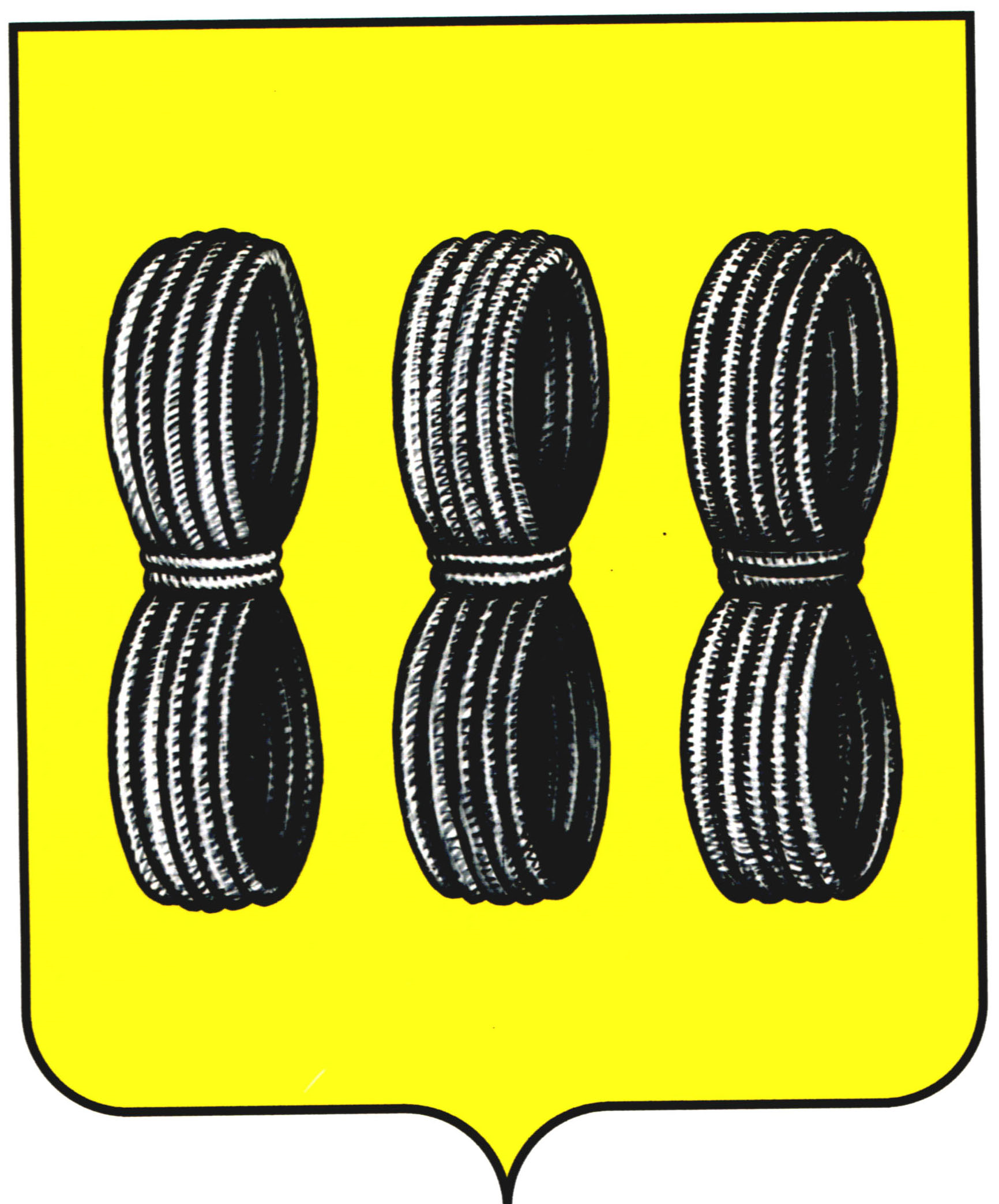
ノヴォルジェフの紋章

ノヴォルジェフ（ロシア語: Новорже́в, Novorzhev, 「新しいルジェフ」）は、ロシアのプスコフ州中部にある都市。人口は3,222人（2021年）。

## 地理
ノヴォルジェフは州都プスコフから南東へ140kmほどの位置にある。ベシャニジ丘陵の北縁に位置する町で、周囲はペイプシ湖へ注ぐ川の流域にあたる。町の近くにはロスツォ湖とオルショ湖がある。
サンクトペテルブルク-ドノー-ノヴォソコリニキ-ヴィチェプスクを結ぶ鉄道が東の方を離れて通り、最寄りの駅までは40kmかかる。またサンクトペテルブルク-ネヴェリ-ヴィチェプスクを経てウクライナへつながる高速道路M20が町の西方を通る。

## 歴史
ノヴゴロド公国は1396年、リトアニア大公国との国境地帯にルジェフ要塞を築いた。この要塞は、リトアニア、ポーランドなどとロシアとの戦いの中で何度も破壊され荒廃し、そのうちにルジェワ・プスタヤ（からっぽのルジェフ）と呼ばれるようになった。1536年の戦いでさらに破壊され、この地方の中心はよそへと移された。
1777年、エカチェリーナ2世の行政改革でプスコフ県が設置され、その中の一つの郡（ウイェースト）の行政の中心はソロト川沿いに作る新たな計画都市に置かれることになった。この新都市が新しいルジェフ、すなわちノヴォルジェフと呼ばれるようになった。結局この新しい都市はソロト川沿いには造られず、オルショ湖畔のオルショ村に造られることになった。
第二次世界大戦では1941年7月17日から1944年2月29日までドイツ軍に占領されたが、ソビエト連邦軍の第2バルト戦線により奪還された。

## 史跡と文化
ノヴォルジェフには歴史民俗博物館が建つ。ポサドニコヴォの村には1739年に建てられたカザンの生神女聖堂があり、マールィ・ヴェフノの村には18世紀から19世紀にかけて建てられた生神女庇護聖堂がある。

## 経済
主な産業は農業のほか、建材、繊維、食品など。